# Melperon

Strukturformel

Melperon (Buronil) är ett läkemedel som används vid förvirrings-, oros- och ångesttillstånd speciellt hos äldre patienter. 
Den lugnande effekten har också visat sig värdefull för behandling av alkoholister. I höga doser har melperon en atypiskt antipsykotisk effekt. 
Melperon har en mindre uttalad sedativ effekt och är varken euforiframkallande eller har tillvänjande egenskaper.